# دونيس كفاليرو
دونيس كفاليرو (بالبرتغالية: Deonise Fachinello) مواليد 20 يونيو 1983 في ريو غراندي دو سول، البرازيل، هي لاعبة كرة يد برازيلية تلعب كظهير أيمن. مثلت منتخب البرازيل لكرة اليد للسيدات. شاركت في دورة الألعاب الأولمبية الصيفية سنة 2008. حققت المركز الأول في بطولة العالم لكرة اليد للسيدات 2013.

## سجل المنافسة
شاركت في البطولات التالية:
- الألعاب الأولمبية الصيفية 2012
- الألعاب الأولمبية الصيفية 2016
- بطولة العالم لكرة اليد للسيدات 2013
- بطولة العالم لكرة اليد للسيدات 2015

## الميداليات
| الميدالية | المسابقة                            |
| --------- | ----------------------------------- |
| ذهبية     | بطولة العالم لكرة اليد للسيدات 2013 |
| ذهبية     | دورة الألعاب الأمريكية 2007         |
| ذهبية     | دورة الألعاب الأمريكية 2011         |
| ذهبية     | دورة الألعاب الأمريكية 2015         |

## روابط خارجية
- دونيس كفاليرو على موقع الاتحاد الأوروبي لكرة اليد (الإنجليزية)
- دونيس كفاليرو على موقع أوليمبيديا (الإنجليزية)
- دونيس كفاليرو على موقع اللجنة الأولمبية البرازيلية (البرتغالية)